# 하르다크누트
하르다크누트(영어: Harðacnut, 덴마크어: Hardeknud, 1018년 ~ 1042년 6월 8일) 또는 크누트 3세(영어: Canute III)는 크누트 대왕의 아들이며, 덴마크와 잉글랜드의 왕이다. "하르다크누트"는 "단단한 매듭(Tough-knot)"이라는 뜻이다.
그는 크누트 대왕의 유일한 적자(그의 형인 하랄드가 크누트의 아들인지에 대해서는 의견이 분분하다.)로써 아버지가 남겨준 광대한 영토를 유지하기 위하여 노력하였다. 비록 망누스 1세에게 노르웨이를 빼앗겼으나, 그의 다른 형인 하랄드 헤라포트가 1040년에 죽자 잉글랜드의 왕좌를 차지하는데 성공한다.
그는 1042년에 급작스럽게 죽었으며 덴마크의 왕위와 잉글랜드의 왕위는 각각 마그누스 1세와 참회왕 에드워드에게 계승되었다. 평생 결혼을 하지 않았으며 알려진 자손들 역시 없다.

## 하르다크누트의 덴마크 통치
하르다크누트는 1020년에 크누트 대왕과 왕비 노르망디의 에마 사이에서 태어났다.대왕은 당시 덴마크와 노르웨이 그리고 잉글랜드를 지배하고 있었고 하르다크누트는 아버지의 왕위를 승계하여 1035년 크누트 2세로써 덴마크의 왕으로 즉위한다.
하지만 그의 통치력은 미약하여 노르웨이는 당시 마그누스1세가 실질적으로 지배하고 있었고 잉글랜드는 그의 이복 형이였던 하랄드가 섭정을 한다는 명목으로 통치권을 행사하였으며 1035년 명목상의 왕인 하르다크누트가 있는 덴마크가 너무 멀어 통치에 효율적이지 않다면서 스스로 잉글랜드의 왕으로 즉위해버렸다. 또한 섭정으로 있던 하랄드를 견제하기 위하여 몇명의 귀족과 함께 윈체스터에 남아있던 하르다크누트의 어머니 에마를 플란더스지방의 브루제로 추방하였다.
하르다크누트는 스칸디나비아지역의 분쟁을 종식시키기 위하여 1039년에 마그누스 1세와 어느 한쪽이 먼저 죽을 경우 남아있는 사람이 죽은 사람의 직위를 승계하기로 하는 조약을 체결한다. 이후 하르다크누트는 잉글랜드 침공을 준비하는데 침공 전에 잉글랜드의 왕으로 있던 하랄드가 먼저 사망하였다.

## 하르다크누트의 잉글랜드 통치
하랄드가 죽었다는 보고를 들은 하르다크누트는 62척의 전함을 대동하고 즉시 잉글랜드로 출발하여 1040년 7월 별다른 저항없이 샌드위치에 도착하였다.이후 런던에 도착한 그는 하랄드의 무덤을 파헤쳐 시신을 늪지대에 던져버릴 것을 명령하였다.".
그는 자신의 항해비용을 대기 위하여 세율을 상당히 높게 책정하였는데 이에 분개한 우스터의 시민들이 그가 파견한 2명의 징세관을 살해하자 군대를 파병하여 도시를 무참히 파괴하기도 하였다. 앵글로-색슨 연대기의 하르다크누트에 대한 평가에는"(통치기간 동안)그가 왕답게 처리한 일은 하나도 없었다"고 하였으며, 또한 "그의 보호하에 있었던 베르니시아 백작 애드울프를 약속을 파기하고 살해하였다."고도 적고있다.
1041년 하르다크누트는 그의 이복 형제인 에드워드를 망명지인 노르망디에서 잉글랜드로 초대하여 자신의 후계자로 삼을 생각이 있음을 밝혔다.(확실하게 삼겠다고 말하지는 않았다.)
2년간의 잉글랜드 통치기간 동안 그가 남긴 업적으로는 프랭크플래지(Frankpledge)가 있다. 이는 잉글랜드의 모든 사람들을 헌드레드라고 하는 단체에 속하게 하여 자신이 법을 지킬 것을 보증하는 방편으로써 일정량의 돈을 지불하게 했던 제도이다. 이는 후세에도 계승되어 발전하였으며 15세기경에 치안판사 제도로 완전히 대체되었다.